# Bowling aux Jeux mondiaux de 1997
Navigation
La Haye 1993 Akita 2001
Les épreuves de bowling des Jeux mondiaux de 1997 ont lieu du 8 août au 10 août 1997 au Lahti Sports Center à Lahti (Finlande).

## Podiums
| Épreuves          | Or                             | Argent                                | Bronze                                |
| ----------------- | ------------------------------ | ------------------------------------- | ------------------------------------- |
| Individuel Hommes | Pays-Bas Gery Verbruggen       | États-Unis Vernon Peterson            | Philippines Rafael Nepomuceno         |
| Individuel Femmes | Allemagne Patricia Schwarz     | France Isabelle Saldjian              | Corée du Sud Lee Mi-Young             |
| Double mixte      | Malaisie Sharon Low Daniel Lim | Australie Tomomi Shibata Shigeo Saito | Japon Cara Honeychurch Andrew Frawley |

## Tableau des médailles
| Rang | Nation | Or | Argent | Bronze | Total |
| ---- | ------ | -- | ------ | ------ | ----- |